# Vaincre la mucoviscidose
 (décembre 2017).
Si vous disposez d'ouvrages ou d'articles de référence ou si vous connaissez des sites web de qualité traitant du thème abordé ici, merci de compléter l'article en donnant les références utiles à sa vérifiabilité et en les liant à la section « Notes et références ».
Vaincre la mucoviscidose est une association reconnue d'utilité publique, créée en 1965 sous le nom Association française de lutte contre la mucoviscidose. 
Elle a reçu en 1996 et en 2016 le label du Comité de la Charte du don en confiance, dont elle est adhérente, qui garantit l’origine et l’emploi de ses ressources. Elle regroupe des patients, des parents, des médecins, des chercheurs, des sympathisants. Les missions de l'association, dont le siège est au no 181 de la rue de Tolbiac, sont remplies par les salariés et des bénévoles.
L'association organise chaque année les Virades de l'Espoir afin de récolter des fonds pour lutter contre la maladie.

## Historique

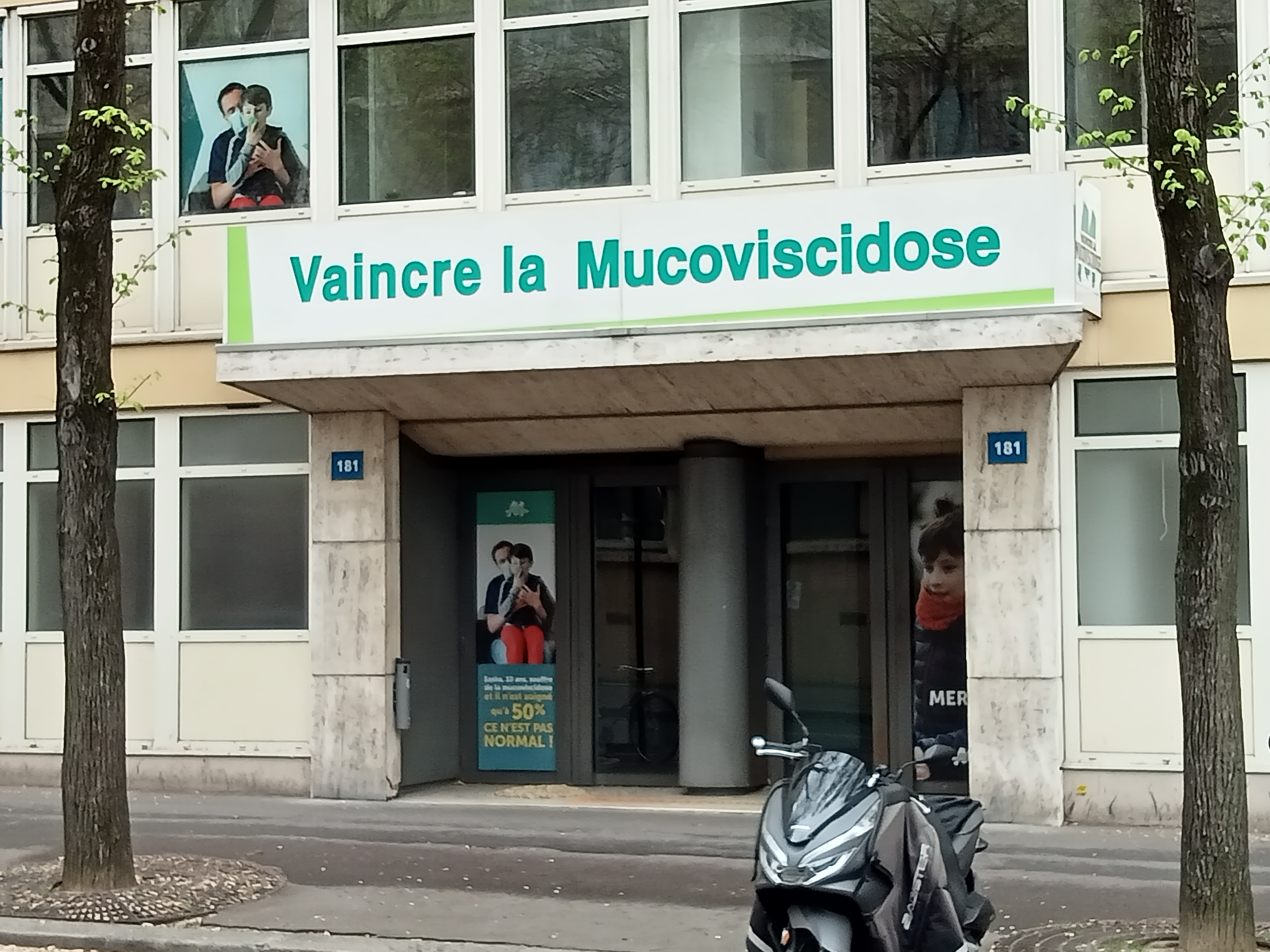
Locaux de l'association, au no 181 de la rue de Tolbiac à Paris.

En 1985, le père d'un enfant atteint de la mucoviscidose propose à un autre parent de malade, d'organiser une course dont les fonds récoltés serviront à la recherche pour la lutte des maladies génétiques. Il eut cette idée aux États-Unis en voyant des gens organiser une course sponsorisée et dont l'argent obtenu finançait la recherche contre les maladies génétiques. Le père contacte donc l'association des coureurs de fond d'Auvergne et l'association pour le développement de la randonnée pédestre et la première Virade commence. Le nom trouvé vient du parcours qui est fait sur les crêtes, qui se nomme une « Virade » dans le Cantal. La première Virade a lieu près de Clermont-Ferrand et 15 000 euros sont collectés.

### Dates clés
- 1992 : 100 000 marcheurs participent aux Virades de l'espoir.
- 1993 : Les Virades de l'espoir deviennent de plus en plus importantes grâce à leur côté festif[réf. nécessaire]. Un total de 2,89 millions d'euros est collecté.
- 1998 : 3 000 entreprises, 1 000 associations et 400 collectivités locales se mobilisent et 3,6 millions d'euros sont collectés.
- 2000 : Il y a 300 Virades à travers la France.
- 2005 : 20e édition des Virades de l'espoir, les fonds récoltés sont de 4,9 millions d'euros et l'association Vaincre la mucoviscidose fête ses 40 ans.
- 2009 : Il y a 500 Virades en France et 6,3 millions d'euros sont collectés.

## Mission de l'association

### Maladie
La mucoviscidose est une maladie génétique due à un gène défectueux. C'est la maladie génétique héréditaire la plus fréquente elle est transmise conjointement par le père et la mère. Deux millions de Français sont porteur sains du gène responsable et peuvent le transmettre sans le savoir et environ 200 enfants naissent chaque année en France avec la mucoviscidose. Cette maladie touche les voies respiratoires et le système digestif. Le mucus est anormalement épais, collant et cela entraîne une augmentation de sa viscosité. Ce manque de fluidité va provoquer une obstruction des canaux au niveau des organes concernés et une accumulation dans les voies respiratoires et digestives. Ainsi les bronches peuvent s’encombrer et s’infecter provoquant toux et expectorations. Les voies et canaux digestifs (intestin, pancréas, foie) peuvent également être obstrués, provoquant des troubles digestifs et hépatiques. Elle n’est pas contagieuse. En France le nombre de patients atteints de mucoviscidose est estimé à 6 500. Cette maladie génétique est assez fréquente[évasif].  Des travaux de recherches pour la découverte de traitements pour soigner les symptômes sont en cours dans le monde entier[évasif]. Les progrès réalisés ont permis de voir se mettre en place actuellement les premiers essais cliniques.

### Virades de l'espoir
Les Virades de l'espoir sont des événements annuel, festif, convivial et solidaire organisés par l'association depuis 1985. Cet événement se tient annuellement le dernier dimanche du mois de septembre sur tout le territoire national. Cet évènement est ouvert à tous et propose des activités physiques comme la marche, la course à pied, le vélo, le roller, la mini moto qui permettent de récolter des fonds via un parrainage. On y trouve aussi diverses animations comme des concerts, des spectacles, des stands de restauration, et des jeux.Il s’agit de la grande journée nationale de lutte contre la mucoviscidose. C’est une manifestation de loisirs et de solidarité qui permet donc de collecter des fonds pour la lutte contre la mucoviscidose et de sensibiliser le grand public à cette maladie partout en France, sur près de 450 sites. C’est la première source de collecte de fonds de l'association. Les deux premières éditions ont permis de récolter 15 000 €.
L'association a de nombreux partenaires comme des grands groupes internationaux ainsi que de grandes entreprises françaises[évasif]. Mais chaque Virade ayant lieu dans des régions différentes, elles ont chacune leur propre partenaire local.